# フェンダー・テレキャスター・シンライン
フェンダー・テレキャスター・シンライン（英: Fender Telecaster Thinline）は、フェンダーの創設者、レオ・フェンダーが1968年に開発したエレクトリックギター。ただし、68年のものにはTHINLINEとは表記されていない、テレキャスターの流用ネックが使われている。

## 概要
ボディ部分をくりぬいて蓋をしたセミソリッド・ボディ構造、デタッチャブル・ワンピース・メイプル・ネック構造。また、フェンダー社としては初めてボディにマホガニーが使用されたモデルでもある。テレキャスター、ストラトキャスターと共に生産が中断されることが一度も無く継続されている。
レオ・フェンダーは更なるボディ軽量化を目指していた。シンライン登場以前はピックガードで隠れていたボディ部分をくりぬいて軽量化を図っていたが、あまり効果が得られず、ボディを大幅にくりぬくシンラインを開発した。レオは軽量化以外に目的は持っていなかったが、ホロウボディが生み出す独特なトーンを得られることになった。
ちなみに「シンライン」と言う名称は、老舗の有名ギターメーカーであるギブソン社の影響を受け、セミ・アコースティック（半中空構造／セミアコ）ギターの通称として一般的になっている呼称を借りたものである。しかしながら、ギブソン社では通常のフル・アコースティック（中空構造／フルアコ）のような厚みのあるボディに対して、その半分ほどの厚さの薄いボディ（セミアコ、フルアコ問わない）に「シンライン」の名称を用いており、とくにセミアコ構造のギターを指しているわけではないため、意図的なものか無知によるものかは不明であるが、フェンダー社の誤用である。
また、2021年には限定モデルが発売された。

## 構造

### 工業製品としての電気ギター
テレキャスターのボディを大幅にくりぬき、裏から板で蓋をするという構造になっている。ピックアップが乗る部分はくりぬいていないため、他のホロウボディのギターに比べてハウリングが起きにくくなっている（通常のテレキャスターよりはハウリングが起きやすい）。
また、ボディが軽量になっているため、ストラップを使って立って弾く時に、手を離すとネック側がその重さのために下がってしまう「ネック落ち」という現象が見られる個体もある。

### ピックアップ
ピックアップは、フロントとリアにそれぞれ異なるものが搭載されている。フロントは細いボビンに金属のカバーをかぶせたものであり、ピックガードから吊り下げた形で取り付けられている（テレキャスターではボディに直接固定されている）。リアはカバーのない幅広のボビンで、ブリッジ・ユニットから直接吊るされる。1972年以降に生産されたモデルは右の画像のようにオリジナルハムバッカー（通称：ワイドレンジハムバッカー）が2基搭載されている。

### デザイン
ヘッドは6個の糸巻きを直列に並べたデザイン、シングル・カッタウェイでセミソリッド構造。ボディにはfホールが片方だけ開いている。ホロウ構造を除けば、輪郭のデザインはテレキャスターと同じである。またピックガードの形状はテレキャスターとは大きく異なる。

## 音色
フェンダーのギターの傾向はシングルコイルを活かした立ち上がりの早い鋭く高音寄りの音であるが、テレキャスター・シンラインは、通常のテレキャスターに比べて、セミソリッド構造により、サステインは多少減るものの、複雑な倍音を含んだふくよかで甘いトーンが特徴である。

## 使用ミュージシャン

### 海外
- カーティス・メイフィールド
- ジム・アドキンス（ジミー・イート・ワールド）
- ジョニー・バックランド（コールドプレイ）
- ジョニー・ラング
- スライ・ストーン
- ドノヴァン・フランケンレイター
- ダニー・コーチマー
- ロー・ボルジェス

### 日本国内
- Rei
- トータス松本（ウルフルズ）- バンド初期より長年愛用。ヒット曲「バンザイ 〜好きでよかった〜」でも使用。
- 田原健一（Mr.Children) -「Any」「youthful days」等で使用
- いちむらまさき
- 吉田拓郎
- 斎藤誠
- CHAGE（CHAGE and ASKA）
- 長瀬実夕（元ZONE）- 1972年製を使用。
- 新藤晴一（ポルノグラフィティ）
- 真（Kagrra,）
- 財津和夫（チューリップ - 第1期後半の鈴蘭&田園コロシアムライブから第2期まで使用された。
- HARUNA（SCANDAL）- シンライン・デラックスを使用。
- ジョニー大倉（キャロル）- キャロル在籍中に後期モデルを使用。
- 和田静男（ダウン・タウン・ブギウギ・バンド）- 1970年代に後期モデルを主に使用。
- 小沢健二 - 69年モデルを使用。
- YUI - 1974年製を使用。
- 橋本絵莉子（チャットモンチー）- 2人体制になってから、1972年製の黒いシンラインを使用。
- 江畑兵衛（TRIPLANE）
- KYON（BO GUMBOS）
- スガシカオ
- 向井秀徳（ナンバーガール、ZAZEN BOYS）
- 岸田繁（くるり） - 2000年頃から Fender Mexico 69年モデルのナチュラルとブラックの2本を使用。ナチュラルはプレゼント企画でファンの手に渡った模様。
- 大村達身（元くるり） - 69年モデルを使用。
- 星野源 - 2010年より主にSAKEROCKで Fender USA 69年モデルを使用。
- 橋本翼（cero） - デビュー初期に Fender Japan 72年モデルを使用。
- 谷川正憲（UNCHAIN）
- 長久玲奈（AKB48）
- 百花（元NMB48）
- 雫（ポルカドットスティングレイ）
- 三原健司（フレデリック）[1]